# Hans Rønne
Hans Stig Trappaud Rønne (Herstedvester, 19 april 1892 - Frederiksberg, 14 september 1963) was een Deens turner. 
Rønne won met de Deense ploeg tijdens de Olympische Zomerspelen 1920 de gouden medaille in de landenwedstrijd volgens het vrije systeem.

## Resultaten

### Olympische Zomerspelen
| Jaar | Plaats    | Resultaten                         |
| ---- | --------- | ---------------------------------- |
| 1920 | Antwerpen | in de landenwedstrijd vrij systeem |